# برندان فريزر
برندان فريزر (بالإنجليزية: Brendan Fraser)‏ هو ممثل كندي أمريكي من مواليد 3 ديسمبر 1968، حقق انطلاقته في عام 1992 من خلال الكوميديا إنسينو مان والدراما العلاقات المدرسية. اكتسب شهرة أكبر لأدواره البطولية في الكوميديا مع مرتبة الشرف (1994) وجورج وجونغل (1997)، وبرز كنجم من خلال تجسيده لدور ريك أوكونيل في سلسلة أفلام المومياء وعودة المومياء والمومياء: قبر إمبراطور التنين (1999-2008) 

## الحياة المبكرة والتعليم
ولِد فريزر في 3 ديسمبر 1968 في إنديانابوليس، بولاية إنديانا، لأبوين كنديين، كارول ماري (جينيرو) وبيتر فريزر. هو الأصغر بين أربعة أشقاء، وهم كيفن، شون، وريجان. كانت والدته مستشارة مبيعات، بينما كان والده صحفيًا سابقًا شغل منصب ضابط في الخدمة الخارجية الكندية بمكتب السياحة الحكومي. يُذكر أن خاله من جهة الأم، جورج جينيرو، هو الكندي الوحيد الذي فاز بالميدالية الذهبية في دورة الألعاب الأولمبية الصيفية لعام 1952 في مسابقة الرماية "أوليمبيك تراب".
فريزر وأشقاؤه ينحدرون من أصول أيرلندية، اسكتلندية، ألمانية، تشيكية، وفرنسية كندية. يحمل جنسية مزدوجة، كندية وأمريكية.
انتقلت عائلة فريزر كثيرًا خلال طفولته، حيث عاشوا في أماكن متعددة مثل يوريكا بولاية كاليفورنيا، سياتل بواشنطن، أوتاوا بأونتاريو، بالإضافة إلى هولندا وسويسرا. قضى فريزر سنواته الأولى في الالتحاق بمدرسة مونتيسوري في ديترويت ومدرسة القلب المقدس في بيلفيو بواشنطن. لاحقًا، التحق بكلية أبر كندا، وهي مدرسة داخلية خاصة في تورنتو، وتخرج منها في عام 1987.
أثناء إجازته في لندن، إنجلترا، في السبعينيات، حضر فريزر أول عرض مسرحي احترافي له، وهو مسرحية أوليفر! في منطقة ويست إند. هذه التجربة كانت نقطة البداية لاهتمامه بالتمثيل. [20][21][22] بالإضافة إلى ذلك، انضم لاحقًا إلى جوقة إنتاج موسيقي مدرسي لعرض أوكلاهوما!، مما عزز شغفه بالفن المسرحي.
تخرج فريزر من كلية كورنيش للفنون في سياتل عام 1990.بدأ مشواره في التمثيل من خلال دراسة التمثيل في كلية صغيرة بمدينة نيويورك. كان يخطط لمتابعة دراسته للحصول على درجة الماجستير في الفنون الجميلة في التمثيل من جامعة ساوثرن ميثوديست، لكنه توقف في هوليوود أثناء رحلته وقرر البقاء هناك لبدء مسيرته في مجال السينما.

## الحياة الشخصية
بعد وقت قصير من وصوله إلى لوس أنجلوس، التقى فريزر بالممثلة أفتون سميث خلال حفل شواء في منزل الممثلة وينونا رايدر في 4 يوليو 1993. ظهرت سميث أيضًا كعضو ثانوي في فيلم *جورج الأدغال* الذي لعب فيه فريزر دور البطولة. تزوج الاثنان في 27 سبتمبر 1998، وأنجبا ثلاثة أبناء معًا قبل أن ينفصلا في عام 2007.
أبناؤه الثلاثة هم جريفين آرثر فريزر، المولود في عام 2002، وهولدن فليتشر فريزر، المولود في عام 2004، وليلاند فرانسيس فريزر، المولود في عام 2006. هولدن وليلاند يعملان كعارضي أزياء متعاقدين مع وكالة مارلين. في مقابلة عام 2018 مع مجلة جي كيو، كشف فريزر أن ابنه الأكبر، جريفين، مصاب بالتوحد.
عندما تم بيع منزلهما في بيفرلي هيلز، كاليفورنيا، في أبريل 2007 مقابل 3 ملايين دولار، أعلن مدير الدعاية الخاص بفريزر في ديسمبر من نفس العام أن الزوجين قررا الطلاق.تم إصدار أمر لفريزر بدفع نفقة شهرية بقيمة 50,000 دولار لمدة عشر سنوات أو حتى زواج سميث مرة أخرى، أيهما يحدث أولاً، بالإضافة إلى 25,000 دولار شهريًا لدعم الأطفال.
في أوائل عام 2011، طلب فريزر من المحكمة تخفيض مدفوعات النفقة، مشيرًا إلى عدم قدرته على الالتزام بالمبلغ السنوي البالغ 600,000 دولار، لكنه لم يعترض على مدفوعات دعم الأطفال. في أواخر عام 2011، اتهمت سميث فريزر بالاحتيال بسبب إخفاء الأصول المالية وعدم الإفصاح عن عقود أفلامه إجراءات استثنائية والانتقام الفروي. ومع ذلك، في عام 2014، رفضت المحكمة كلا الادعائين، سواء طلب فريزر بتخفيض النفقة أو دعوى سميث بالاحتيال.
على الرغم من الخلافات القانونية، تم الاعتراف بمشاركة كلا الوالدين النشطة في حياة أبنائهما. منذ ذلك الحين، تحولت سميث من التمثيل إلى كتابة الكتب والعمل في مجال العقارات.
كان فريزر في علاقة مع فنانة المكياج جين مور منذ سبتمبر 2022. ظهر الثنائي لأول مرة معًا على السجادة الحمراء في مهرجان البندقية السينمائي لعام 2022. خلال خطاب قبوله لجائزة الأوسكار لأفضل ممثل في حفل توزيع جوائز الأوسكار الخامس والتسعين، وجه فريزر شكره لمور، مما عكس دعمها المستمر له في رحلته المهنية والشخصية.
بريندان فريزر يتحدث الفرنسية بطلاقة، وهو عضو في مجلس إدارة مؤسسة فيلم إيد إنترناشيونال. إضافة إلى ذلك، يُعتبر فريزر مصورًا هاويًا ماهرًا، حيث استخدم العديد من الكاميرات الفورية في أعماله السينمائية والتلفزيونية، من بينها مشاركاته كضيف في مسلسل سكرابز. في أول ظهور له، استخدم فيلمًا من نوع بولارويد، وفي ظهوره الثاني، استخدم كاميرا هولجا مع ظهر بولارويد، وهو طراز متاح فقط في اليابان. كما أن كتاب *دليل جامعي الكاميرات الفورية* يحتوي على إهداء خاص لفريزر تقديرًا لمهارته. إلى جانب ذلك، فهو أيضًا رامي سهام محترف.

### صحة
في عام 2018، كشف بريندان فريزر أن المتطلبات الجسدية للأعمال المثيرة والمناورات التي قام بها في أدواره الكوميدية وأفلام الأكشن أدت في النهاية إلى تعرضه لعدد من الإصابات التي تطلبت الخضوع لعدة عمليات جراحية على مدى سبع سنوات. تضمنت هذه العمليات استبدالًا جزئيًا للركبة، استئصال الصفيحة الفقرية، وجراحة في الحبال الصوتية.

### اتهام بالاعتداء الجنسي ضد فيليب بيرك
في عام 2018، كشف بريندان فريزر أنه تعرض لاعتداء جنسي من قبل فيليب بيرك، رئيس رابطة الصحافة الأجنبية في هوليوود (HFPA) آنذاك، خلال مأدبة غداء عام 2003. وصف بيرك رواية فريزر بأنها "اختلاق كامل"، ولكنه اعترف في مذكراته لعام 2014 بأنه قد تحسس فريزر "على سبيل المزاح".
أدى الاعتداء المزعوم، بالإضافة إلى طلاقه اللاحق ووفاة والدته، إلى إصابة فريزر بالاكتئاب، مما أثر على صحته النفسية وأدى إلى انقطاع في مسيرته المهنية.
فسر العديد من المنشورات ومستخدمي وسائل التواصل الاجتماعي أن فريزر قد تم وضعه في القائمة السوداء من هوليوود بسبب اتهامه ضد فيليب بيرك.في مجلة جي كيو لعام 2018، حيث قدم فريزر الادعاء علنًا لأول مرة، قال:«يتوقف الهاتف عن الرنين في حياتك المهنية، وتبدأ في سؤال نفسك عن السبب. هناك العديد من الأسباب، ولكن هل كان [هذا الحادث] أحدها؟ أعتقد أنه كان كذلك»
ومع ذلك، أوضح فريزر في ظهوره عام 2019 في برنامج الراديو التأرجح في الصباح أنه لا يعتقد أن رابطة هوليوود للصحافة الأجنبية تتمتع حقًا بهذا القدر من القوة. في عام 2022، قال فريزر في مقابلة مع جي كيو إنه إذا حصل على ترشيح من الرابطة في حفل توزيع جوائز جولدن جلوب عن فيلمه *The Whale*، فلن "يشارك" بسبب "التاريخ" الذي لديه مع المنظمة. 

## الأعمال الخيرية
منذ عام 2018، أصبح بريندان فريزر قاضيًا مشهورًا في حفل نجوم الرقص في غرينتش الخيري السنوي، الذي يجمع الأموال لصالح منظمة Abilis غير الربحية. تعمل هذه المنظمة على دعم أكثر من 800 فرد وعائلاتهم من ذوي الإعاقة في مقاطعة فيرفيلد بولاية كونيتيكت. كما تشارك زوجته السابقة، أفتون سميث، في مسابقة الرقص. 
في عام 2022، تم تكريم سميث وفريزر بجائزة Heart of Abilis تقديرًا لدعمهما وعملهما في جمع التبرعات لصالح الجمعية الخيرية. 

## مواقع خارجية
- الموقع الرسمي
- برندان فريزر على موقع IMDb (الإنجليزية)
- برندان فريزر على موقع ميتاكريتيك (الإنجليزية)
- برندان فريزر على موقع روتن توميتوز (الإنجليزية)
- برندان فريزر على موقع مونزينجر (الألمانية)
- برندان فريزر على موقع قاعدة بيانات الأفلام العربية
- برندان فريزر على موقع ألو سيني (الفرنسية)
- برندان فريزر على موقع ميوزك برينز (الإنجليزية)
- برندان فريزر على موقع تيرنر كلاسيك موفيز (الإنجليزية)
- برندان فريزر على موقع أول موفي (الإنجليزية)
- برندان فريزر على موقع بوكس أوفيس موجو (الإنجليزية)